# Carl Braden
Carl Braden (* 24. Juni 1914 in New Albany, Indiana; † 18. Februar 1975 in Louisville, Kentucky) war ein US-amerikanischer Gewerkschafter, Journalist und Aktivist, der für seine Arbeit in der Bürgerrechtsbewegung bekannt war.

## Biografie

### Journalismus
Braden arbeitete zwischen 1937 und 1945 für den Louisville Herald-Post, den Cincinnati Enquirer und anschließend für die Louisville Times und das The Courier-Journal (1950–1954). Er schrieb auch für andere Nachrichtendienste, darunter The Harlan Daily Enterprise, Knoxville Journal, New York Daily News, Chicago Tribune, St. Louis Globe-Democrat, Newsweek und Federated Press.

### Privates
Im Jahr 1948 lernte Carl Braden während seiner Arbeit als Reporter in Kentucky die Journalistin Anne Gambrell McCarty kennen und heiratete sie kurz darauf. Die Bradens hatten drei Kinder. Ihr Sohn James, geboren am 15. September 1951, lebte und praktizierte über 35 Jahre als Anwalt in San Francisco, Kalifornien, war 1972 Rhodes-Stipendiat am New College der Universität Oxford und schloss 1980 die Harvard Law School ab, wo er vor Barack Obama Herausgeber des Harvard Law Review war. Die Tochter Anita, geboren 1953, starb im Alter von 11 Jahren an einer Lungenerkrankung, während ihre Schwester Elizabeth, geboren 1960, in vielen Ländern der Welt als Lehrerin arbeitete und seit 2006 in dieser Funktion im ländlichen Äthiopien tätig ist.
Während sie ihre Kinder großzogen, engagierten sich Carl und seine Frau Anne Braden weiterhin intensiv für die Bürgerrechtsbewegung und die daraus resultierenden sozialen Bewegungen der 1960er bis 1970er Jahre. Aus diesem Grund waren sie häufig Ziel von Angriffen weißer Rassisten aus den Südstaaten.

## Aktivismus
1948 beteiligten sich Carl Braden und seine Frau Anne an Henry Wallaces Präsidentschaftskandidatur in der Progressive Party. Kurz nach Wallaces Niederlage verließen sie den Mainstream-Journalismus, um ihr schriftstellerisches Talent im interethnischen linken Flügel der Arbeiterbewegung einzusetzen. Sie gründeten die Gewerkschaft FE (Farm and Equipment Workers Union), die die Beschäftigten von International Harvester in Louisville vertrat.

### Der Wade-Vorfall von 1954
1954, als direkte Konfrontation mit der Praxis der strengen Rassentrennung in Wohngebieten, unterstützten die Bradens das afroamerikanische Paar Andrew und Charlotte Wade, das ein Haus in einem Vorort kaufen wollte, dies aber aufgrund von Diskriminierung auf dem Wohnungsmarkt nicht tun konnte. Die Bradens kauften im Auftrag der Wades ein Haus in Shively, einem rein weißen Viertel im Großraum Louisville, und überschrieben es der Familie Wade. Weiße Rassentrenner schlugen sofort zurück, indem sie zunächst Steine durch die Fenster des Hauses warfen, ein Kreuz davor verbrannten und Schüsse auf das Haus abfeuerten. Anschließend bombardierten sie das Haus und zündeten Sprengstoff, vertrieben die Wades und zerstörten das Haus. Aufgrund seines Engagements wurde Carl Braden wegen Volksverhetzung angeklagt. Obwohl Diskriminierung auf der Wohnungssuche illegal war, erhob der Oberste Gerichtshof der USA Anklage gegen Braden wegen der Planung eines kommunistischen Komplotts zur Anstiftung zu einem Rassenkrieg. Ein Freund der Wades wurde zudem angeklagt, das Haus der Familie mit einem Bombenanschlag belegt zu haben, um den Anschein zu erwecken, als sei es von anderen verübt worden. Wegen der anderen Vorfälle wurde keine Anklage erhoben. Braden bestritt die Anschuldigungen, dass sein Kauf des Hauses und der anschließende Bombenanschlag Teil einer „kommunistischen Verschwörung“ gewesen seien, und bestritt, jemals Mitglied der Kommunistischen Partei gewesen zu sein. Er wurde am 13. Dezember 1954 zu 15 Jahren Gefängnis verurteilt. Unmittelbar nach seiner Verurteilung wurde er vom Courier-Journal entlassen und verbüßte sieben Monate seiner Haftstrafe, bevor er gegen eine Kaution von 40.000 Dollar freigelassen wurde, die bis dahin in Kentucky höchste Kaution darstellte. Sein Urteil wurde dann aufgehoben.
Carls Frau Anne dokumentierte die Tortur sorgfältig und verwendete sie als Grundlage für ihr 1958 erschienenes Buch The Wall Between, das den zweiten Platz beim National Book Award belegte und einen Klappentext von Eleanor Roosevelt enthielt.

### Fall vor dem Obersten Gerichtshof der USA 1961
Als er gezwungen wurde, vor dem Komitee für unamerikanische Umtriebe (HUAC) zu erscheinen, weigerte sich Braden, die ihm gestellten Fragen zu beantworten. Er behauptete, die Fragen seien für das Mandat des Komitees nicht relevant und verletzten seine Rechte aus dem Ersten Verfassungszusatz. Der Fall wurde vor dem Obersten Gerichtshof der Vereinigten Staaten unter dem Aktenzeichen „Braden v. United States“, 365 U.S. 431 (1961), verhandelt. Das Gericht entschied gegen Braden und erklärte seine Verurteilung für verfassungskonform.
Braden wurde zu einem Jahr Gefängnis verurteilt. Martin Luther King Jr. führte in seinem Fall ein Gnadengesuch an. Nach Verbüßung von neun Monaten seiner Strafe wurde er freigelassen.

### Späterer Aktivismus
1967 wurden die Bradens erneut wegen Aufruhrs angeklagt, weil sie gegen den Tagebau in Pike County protestiert hatten. Sie nutzten diesen Fall, um das Gesetz gegen Aufruhr in Kentucky, KRS 432.040, zu prüfen, das von einem Bundesgericht für verfassungswidrig erklärt wurde.
Dennoch wurde Carl Braden in Kentucky auf die schwarze Liste gesetzt und durfte keine Arbeit mehr finden. Er nahm Job als Feldorganisator für den Southern Conference Educational Fund (SCEF) an und erlangte durch die SCEF-Monatszeitung „The Southern Patriot“ sowie durch zahlreiche Broschüren und Pressemitteilungen, die große Bürgerrechtskampagnen ankündigten, eigene Medienpräsenz. Die Bradens wurden von jungen Studentenaktivisten der 1960er Jahre gefeiert und gehörten zu den engagiertesten weißen Verbündeten der Bürgerrechtsbewegung.
Die Southern Christian Leadership Conference veranstaltete am 30. April 1961 einen Empfang zu Ehren von Frank Wilkinson und Carl Braden, einen Tag bevor sie wegen Widerstands gegen das Komitee für unamerikanische Umtriebe ins Gefängnis kamen. Martin Luther King Jr. und James Dombrowski waren bei diesem Empfang zu Ehren von Wilkinson und Braden anwesend.
Carl Braden starb am 18. Februar 1975 plötzlich an einem Herzinfarkt und ist auf dem Eminence Cemetery in Henry County, Eminence, begraben.